# Torre de Mossèn Homs
La Torre de Mossèn Homs, també coneguda com la Torre de Mossèn Doms, és una masia del nord-est del municipi de Terrassa (Vallès Occidental) protegida com a bé cultural d'interès local. S'hi accedeix per un trencall de la carretera C-1415a, o carretera de Castellar, vora el quilòmetre 19, prop de l'entrada a la ciutat pel barri de Sant Llorenç. Actualment acull una escola d'hostaleria.
Vora l'era de l'edifici hi ha una capella dedicada al Sagrat Cor, l'anomenada capella de Mossèn Homs.

## Descripció

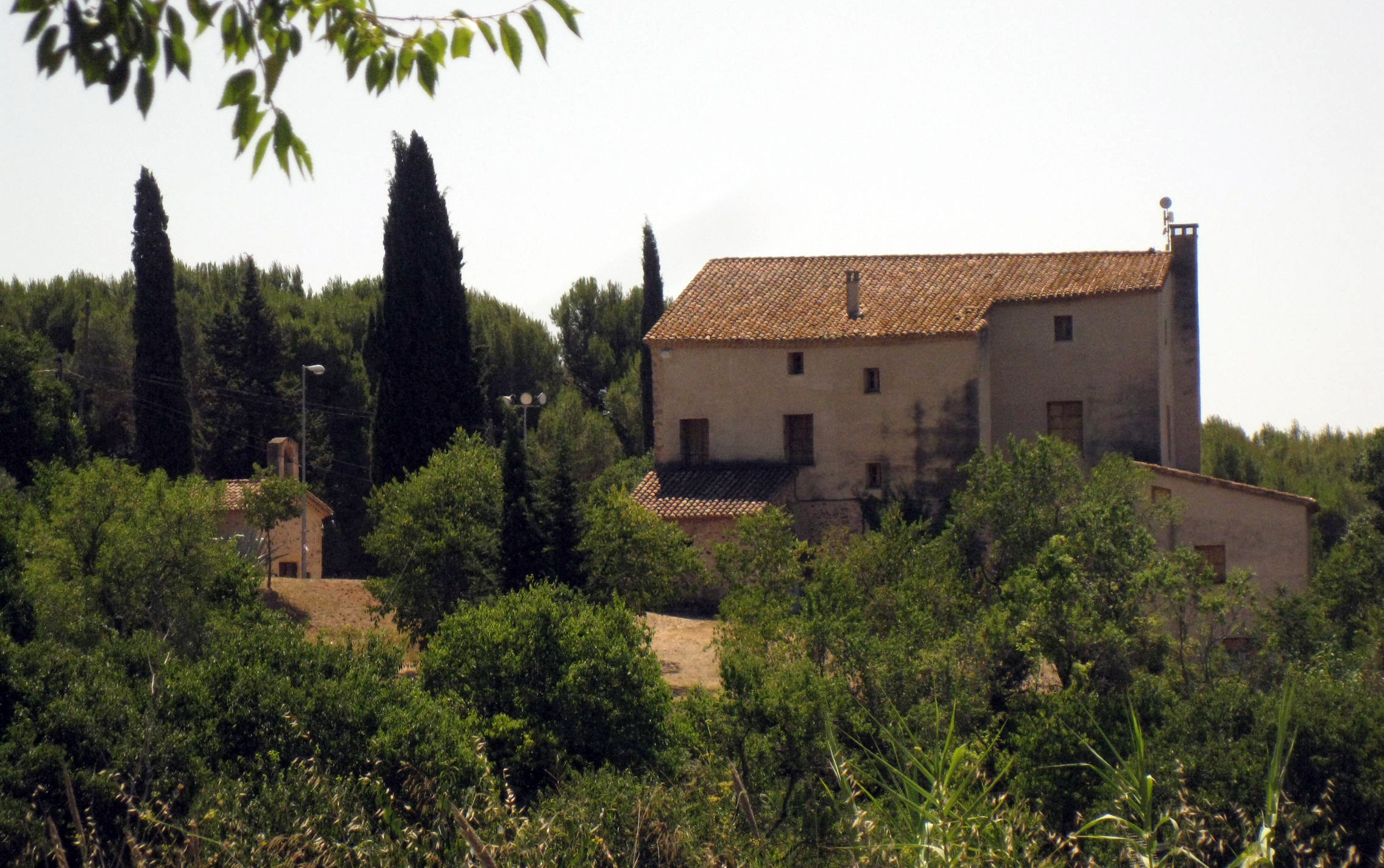
La capella i la masia vistes des de la carretera de Castellar

És un edifici aïllat de grans dimensions i planta rectangular. Consta de planta baixa i dos pisos a dos vessants. La façana principal és paral·lela al carener i de composició molt regular. La porta d'accés, a la planta baixa, està desplaçada a l'esquerra i és d'arc de mig punt adovellada. La resta d'obertures són molt regulars, amb brancals i llindes de pedra. La resta de la façana és arrebossada sense pintar. Al mur de llevant també s'obren finestres disposades regularment seguint el mateix criteri que a la façana principal.